# بازسازی سرزمین

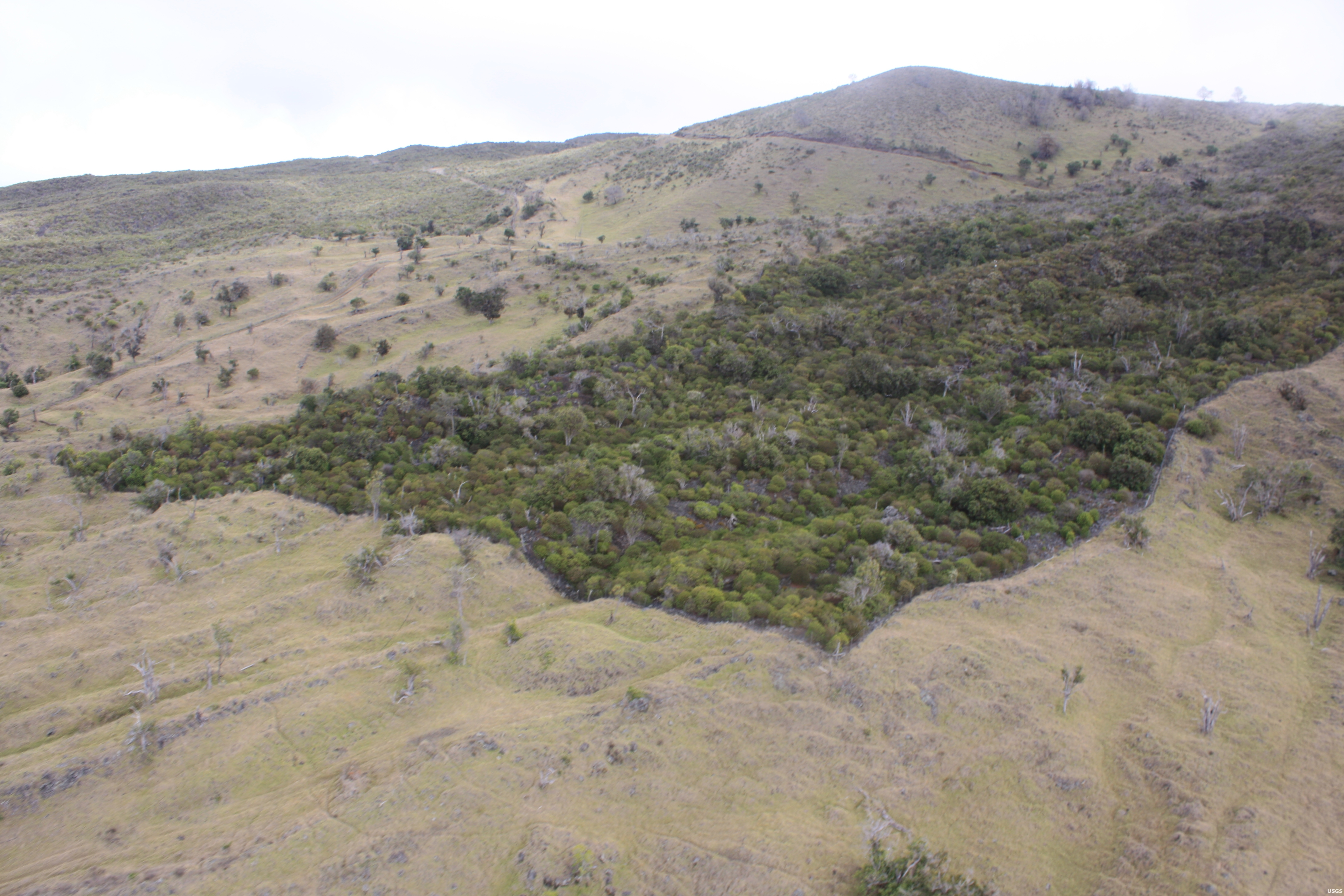
پروژه بازسازی جنگل خشک Auwahi در دامنه Hale'akala در جزیره Maui، هاوایی، ۲۰۱۰

بازسازی زمین (به انگلیسی: Land restoration)، که ممکن است شامل بازگردانی طبیعت وحشی یا بازگردانی وحشی باشد، فرایند باسازی بوم‌شناختی یک سایت به یک چشم‌انداز طبیعی و زیستگاه است که برای انسان، حیات وحش و جوامع گیاهی ایمن است. نابودی بوم‌شناسانه، که بازسازی سرزمین به عنوان پادزهر برای آن عمل می‌کند، معمولاً پیامد آلودگی، جنگل‌زدایی، شور شدن یا بلایای طبیعی است. بازسازی سرزمین مشابه آبادسازی سرزمین نیست، که در آن اکوسیستم‌های موجود تغییر یا تخریب می‌شوند تا راه را برای کشت یا ساخت و ساز باز کنند. بازسازی سرزمین می‌تواند عرضه خدمات ارزشمند اکوسیستم را که به سود مردم است افزایش دهد.

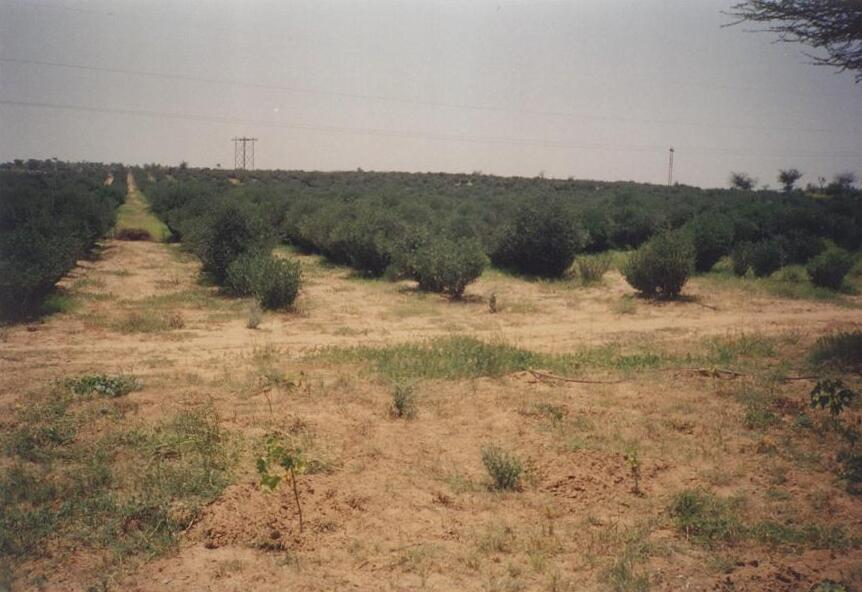
باغات عناب (Simmondsia chinensis)، مانند آنچه نشان داده شده است، نقشی در مبارزه با اثر لبه‌ای بیابان‌زایی در بیابان تار، هند داشته‌اند.